# (20036) 1992 UW1
1992 يو دابليو 1 (ويعرف أيضًا باسم (20036) 1992 يو دابليو 1 وفق تسمية الكوكب الصغير) (بالإنجليزية: 1992 UW1)‏ هو كويكب ضمن حزام الكويكبات؛ وترتيبه 20036 من حيث الاكتشاف.
اكتُشف هذا الجُرم الفلكي بواسطة Toshimasa Furuta ‏ في 21 أكتوبر 1992.

## وصلات خارجية
- (20036) 1992 UW1 في قاعدة بيانات مختبر الدفع النفاث لأجرام النظام الشمسي الصغيرة

- الاكتشاف · مخطط المدار ·  العناصر المدارية · المعلمات المادية

- (20036) 1992 UW1 على موقع ويكي سكاي: DSS2, SDSS, GALEX, IRAS, Hydrogen α, X-Ray, Astrophoto, Sky Map, Articles and images